# Amtsbezirk Ruhden
Der Amtsbezirk Ruhden war ein preußischer Amtsbezirk im Kreis Johannisburg (Regierungsbezirk Gumbinnen, ab 1905 Regierungsbezirk Allenstein) in der Provinz Ostpreußen, der am 8. April 1874 gegründet wurde. 
Zum Amtsbezirk mit Sitz in Ruhden gehörten ursprünglich acht Dörfer, am Ende waren es noch sieben.
| Name        | Geänderter Name 1938 bis 1945 | Polnischer Name |
| ----------- | ----------------------------- | --------------- |
| Gentken     |                               | Giętkie         |
| Kallischken | Flockau                       | Kaliszki        |
| Oblewen     | Kolbitzbruch                  | Oblewo          |
| Orlowen     | Siegmunden                    | Orłowo          |
| Ruhden      |                               | Ruda            |
| Sabielnen   | Freundlingen                  | Zabielne        |
| Symannen    |                               |                 |
| Worgullen   |                               | Worgule         |

Am 1. Januar 1945 gehörten zum Amtsbezirk Ruhden die Dörfer Flockau, Freundlingen, Gentken, Kolbitzbruch, Ruhden, Siegmunden und Worgullen.